# Fernando Ruiz de Castro Andrade y Portugal
Fernando Ruiz de Castro Andrade y Portugal (Cuéllar, 1548-Nápoles, 19 de octubre de 1601), III conde de Andrade, VI conde de Lemos, IV conde de Villalba y III marqués de Sarria, grande de España, fue un noble español, virrey de Nápoles de 1599 a 1601.

## Biografía
Durante su mandato debió reprimir la conjura contra la dominación española encabezada en Calabria por el fraile Tommaso Campanella, que resultó encarcelado. También hubo de hacer frente a los ataques de los turcos, que dirigidos por Amurat Rais desembarcaron en el golfo de Scalea, también en Calabria.
El de Castro también inauguró una política de apoyo a la financiación estatal para la construcción de diversas obras públicas: bajo la dirección de Domenico Fontana en Nápoles ordenó la construcción del nuevo palacio real.
Contrajo matrimonio el 28 de noviembre de 1574 con Catalina de Zúñiga y Sandoval (m. 19 de octubre de 1622), hija de Francisco Gómez de Sandoval y Zúñiga, IV marqués de Denia; y hermana de Francisco de Sandoval y Rojas, duque de Lerma y valido de Felipe III.
Su segundo hijo Francisco Ruiz de Castro (m. 1637), que durante sus ausencias gobernó Nápoles como virrey interino, le sucedió en la titularidad del cargo tras su muerte. Francisco sucedió al hijo primogénito, Pedro Fernández de Castro y Andrade (m. 1622) que también ocuparía el virreinato entre 1610 y 1616, en los títulos.